# Pöchlarn
Pöchlarn település Ausztriában, Alsó-Ausztria tartományban, a Melki járásban. Tengerszint feletti magassága 216 méter, területe 17,92 km².
2021 óta A Római Birodalom dunai limese világörökségi helyszín része.

## Fekvése
A Duna jobb partján, a stájer  oldalán fakadó Erlauf folyó torkolatánál fekvő, a Nibelungenau központjának tekinthető település. Pöchlarn Klein-Pöchlarn, Leiben, Zelking-Matzleinsdorf, Bergland, Erlauf, Golling an der Erlauf, Krummnußbaum és Marbach an der Donau településekkel határos.

## Népesség
| 2016 | 3 962 |
| 2018 | 3 912 |

## Története
Ősidők óta lakott hely, egykor itt állott a rómaiak Arelape Claudia nevű települése, itt, a castrum helyén épült föl később a középkori vár. A vár ura a Nibelungenlied Bechelaren néven nevezett monda szerint Büechelareni Rüdiger őrgróf volt. A vendégszerető őrgróf szívesen fogadta Attila hun király vára (Etzelsburg) felé utazó burgundi fejedelmeket, s ebben ebben a várban jegyezte el Dietelinde nevű leányát is Gieselherrel.
A mai várkastély alapjait még a Babenbergek rakták le, ők azonban a várat már a 16. században átadták a regensburgi püspöknek. A várat a regensburgi püspökök alakították át a 16. században, de ez a vár később az idők folyamán eltűnt, az akkori "nibelungeni" várnak mára már szinte nyoma sem maradt, bástyafalaiból is alig maradt valami.
A városban ma már csak egy újabb keletű kastély található, melyet 1825-ben építettek át. Áll még a félkör alakú Urfahrturm és a Burgenturm is, mint a régi vízivár maradéka.
A településen szép ódon polgárházak láthatók. Templomának építési ideje 1496, gótikáját 1766-ban váltották át barokká.

## Nevezetességek
- Kastély
- Templom
- Szent Iván tűzeː évente minden június 24-e előtti szombaton rendezik meg, nagyszabású kivilágítással, jelmezes felvonulással és a szigeten rendezett történelmi játékkal.

## Galéria

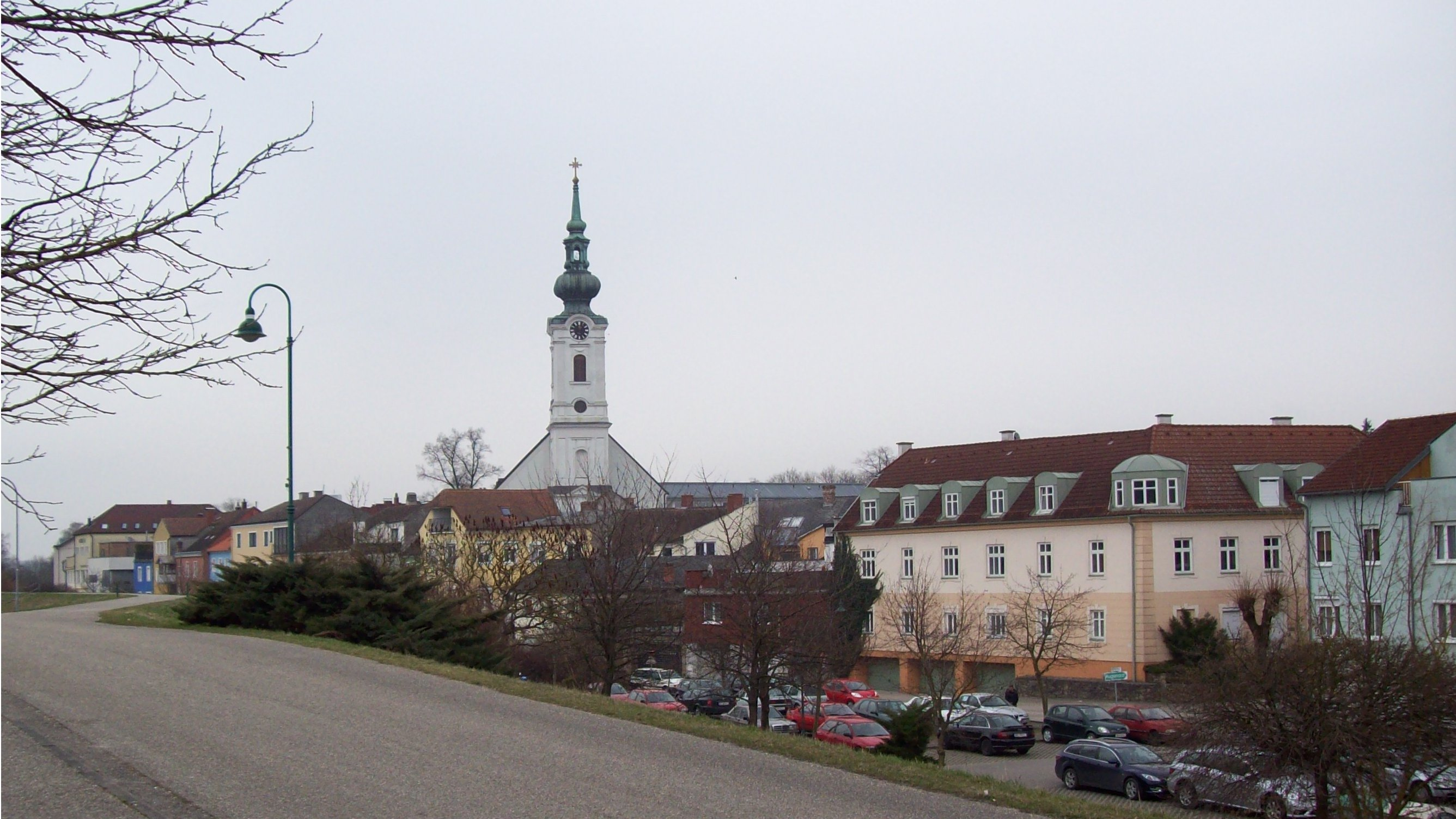
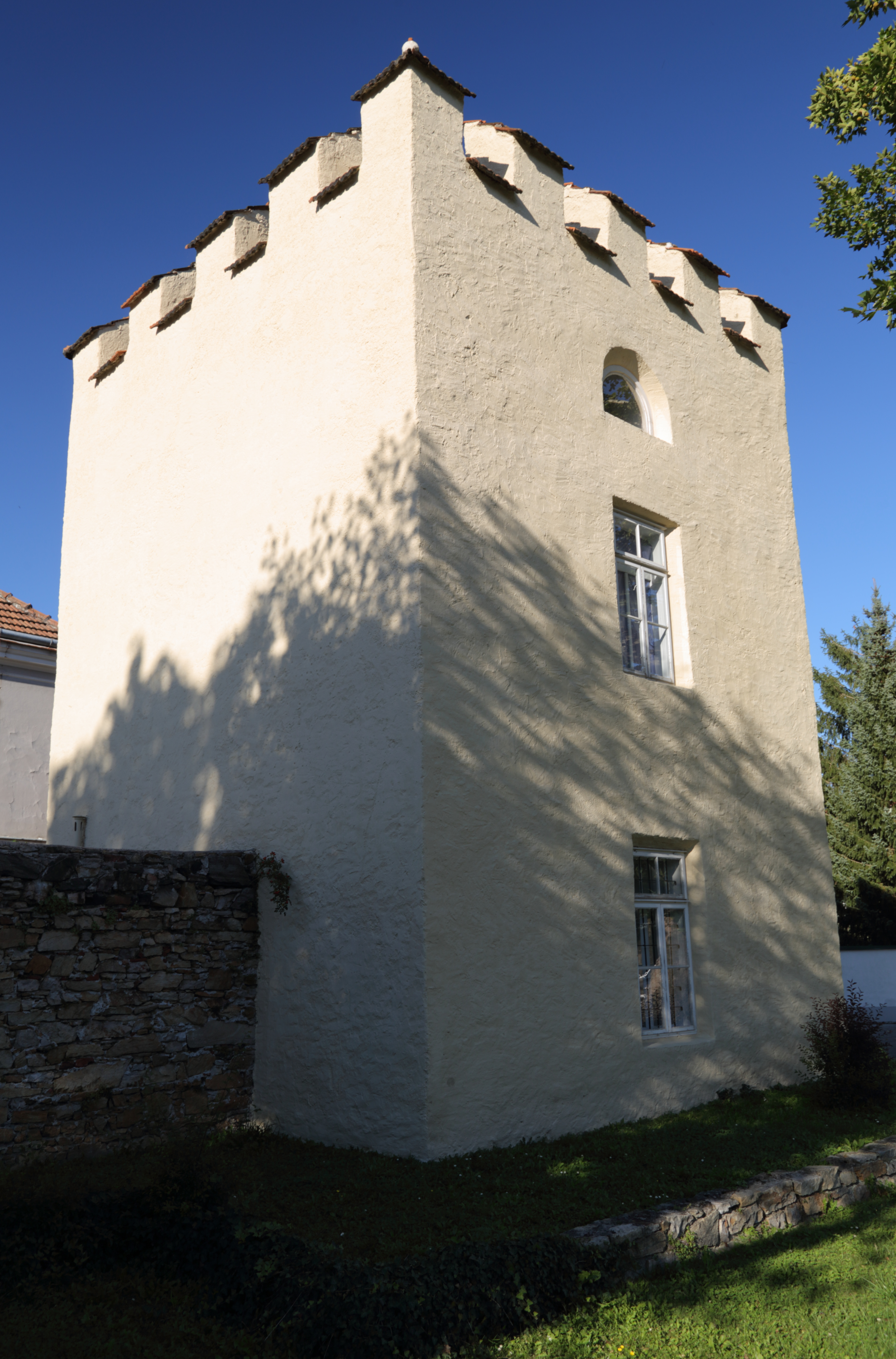
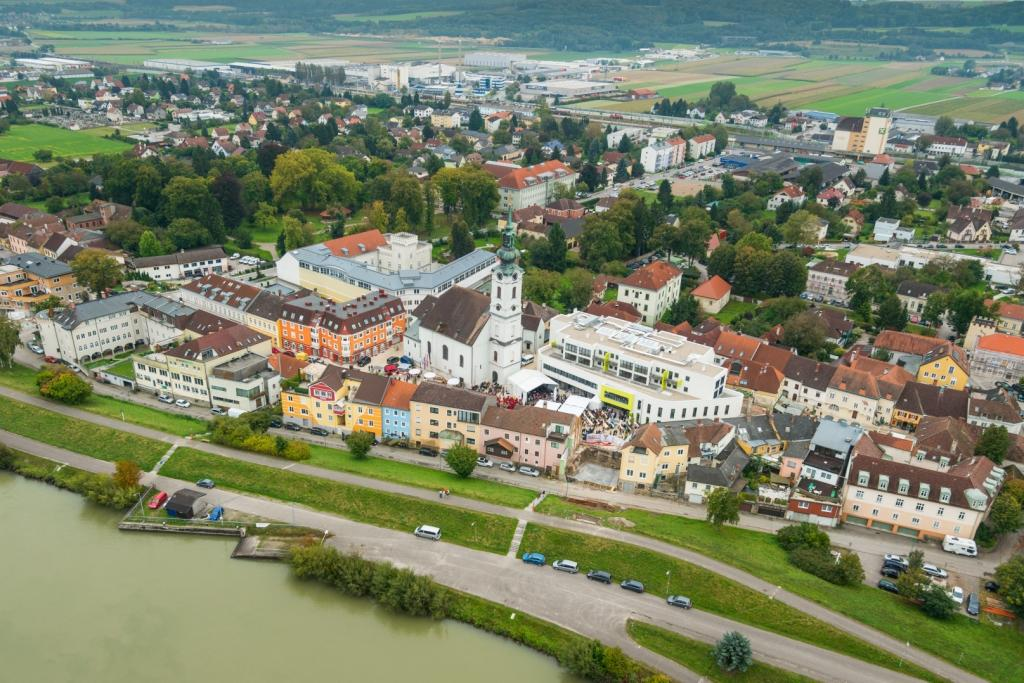
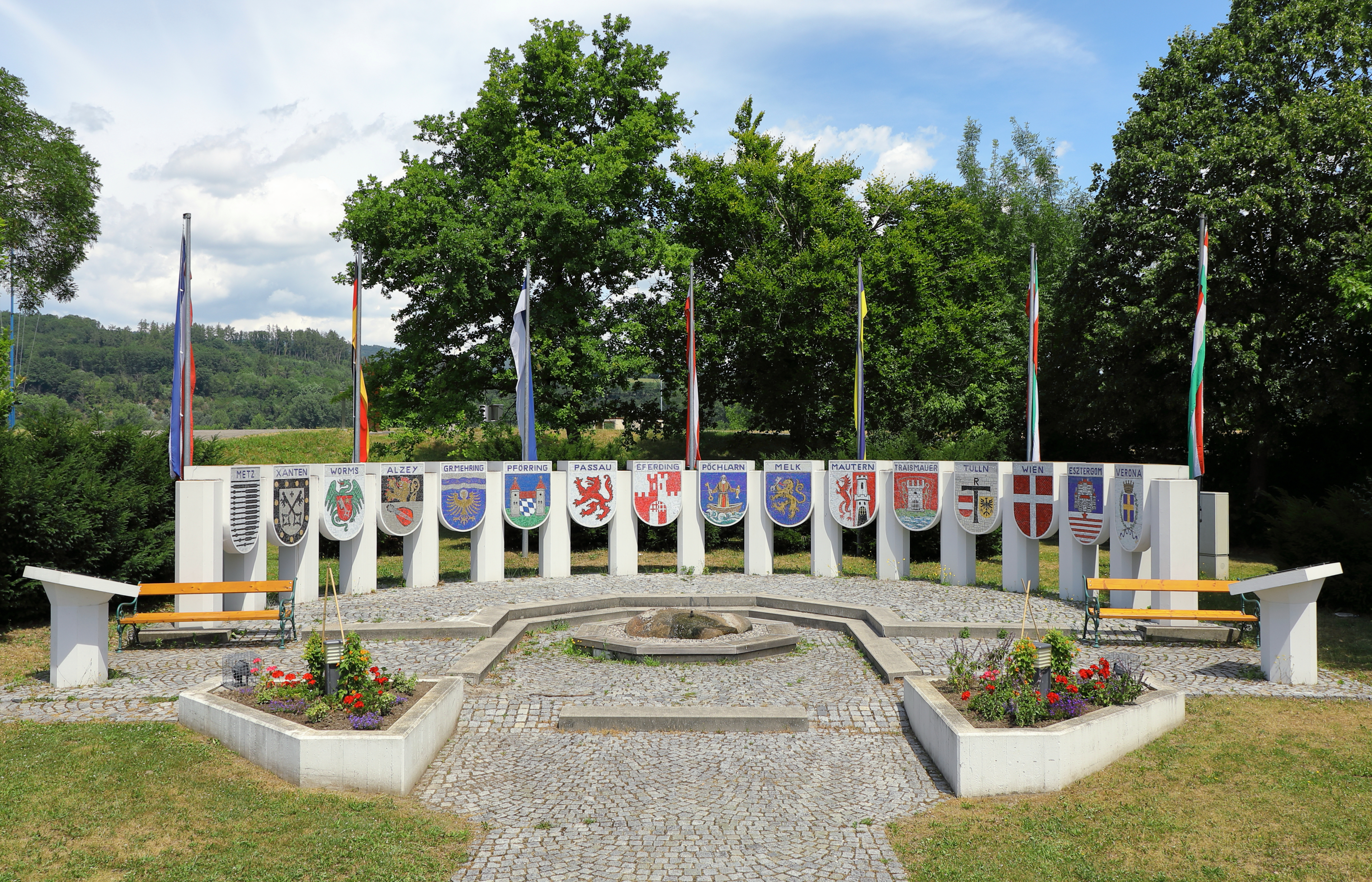
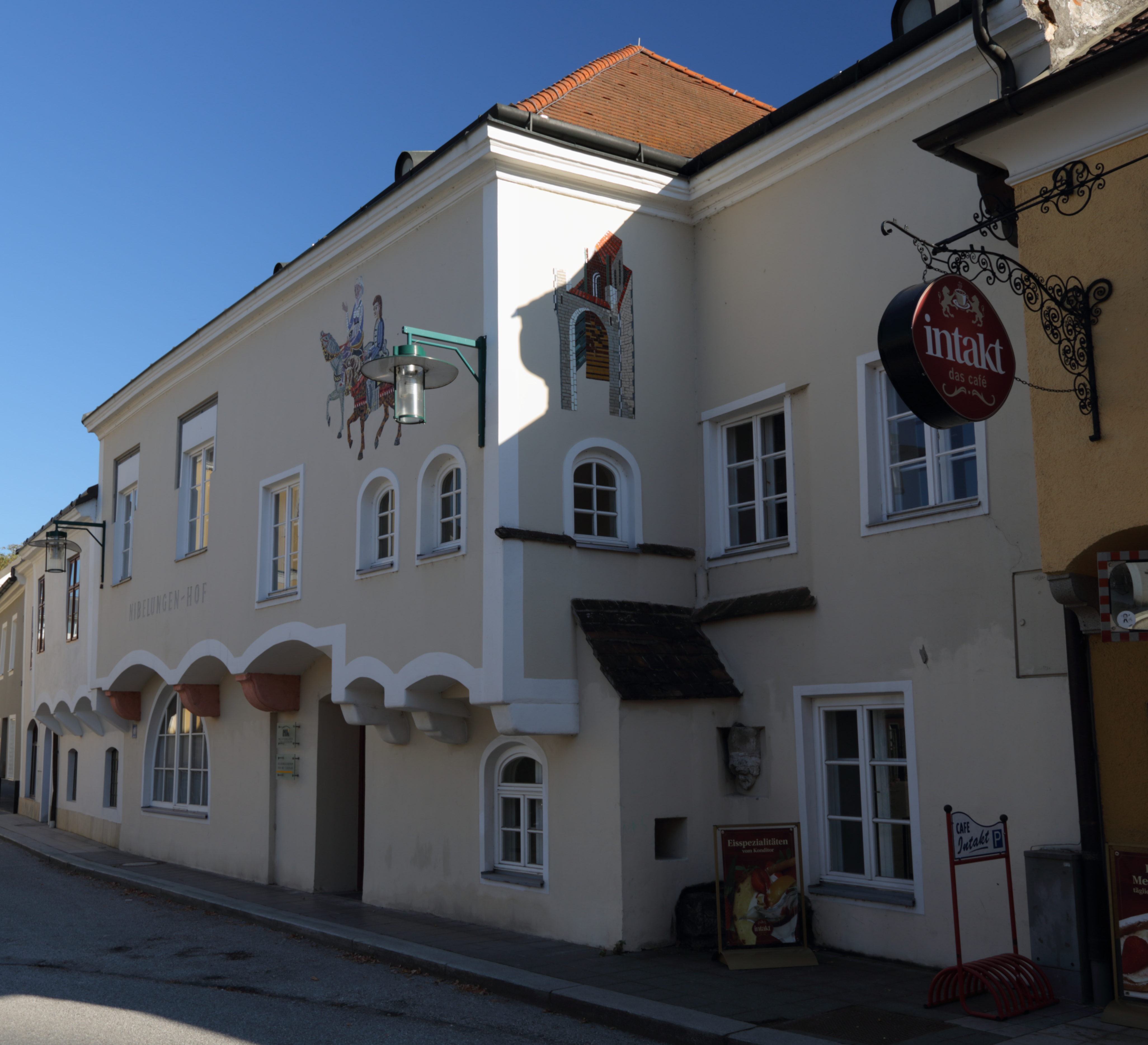
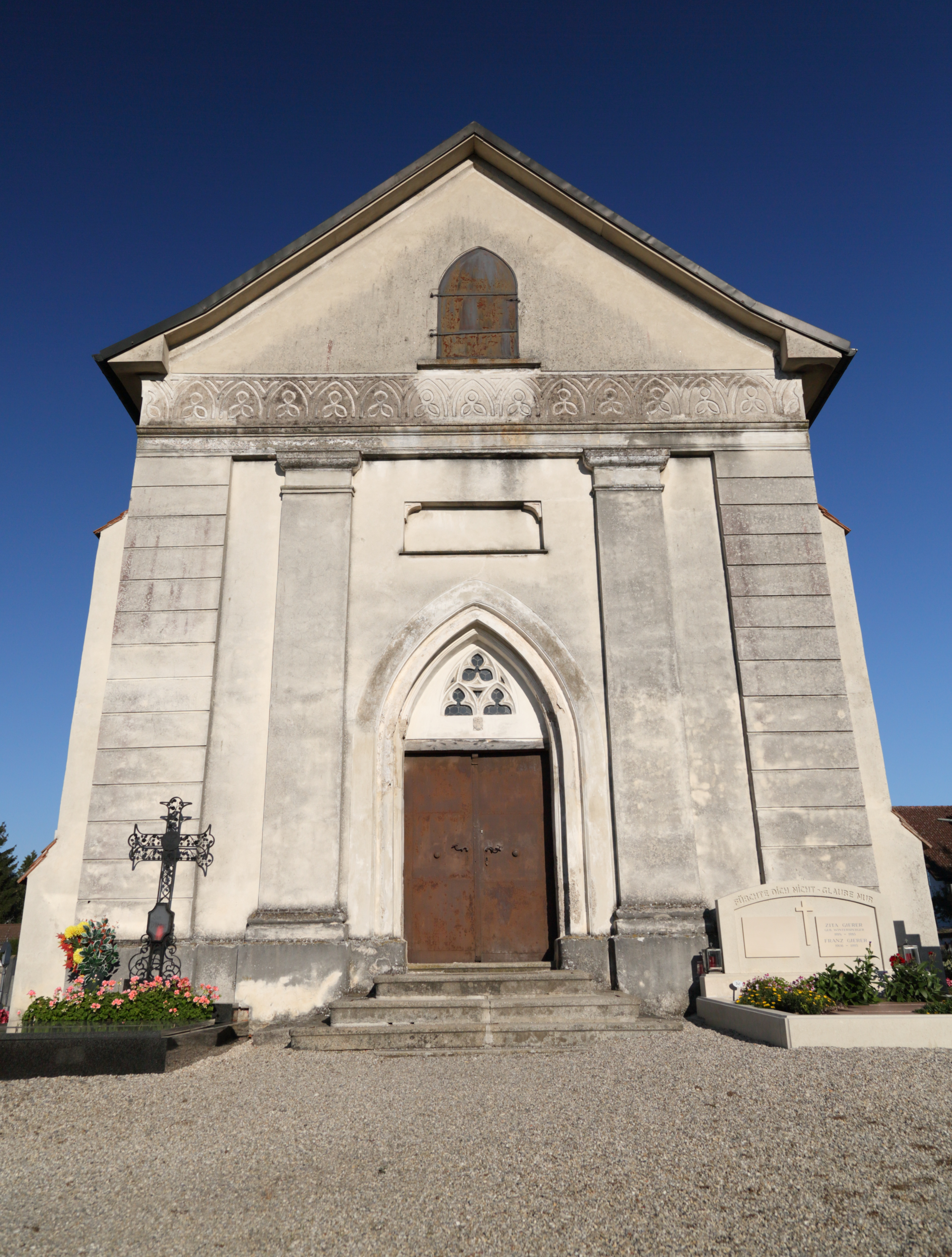
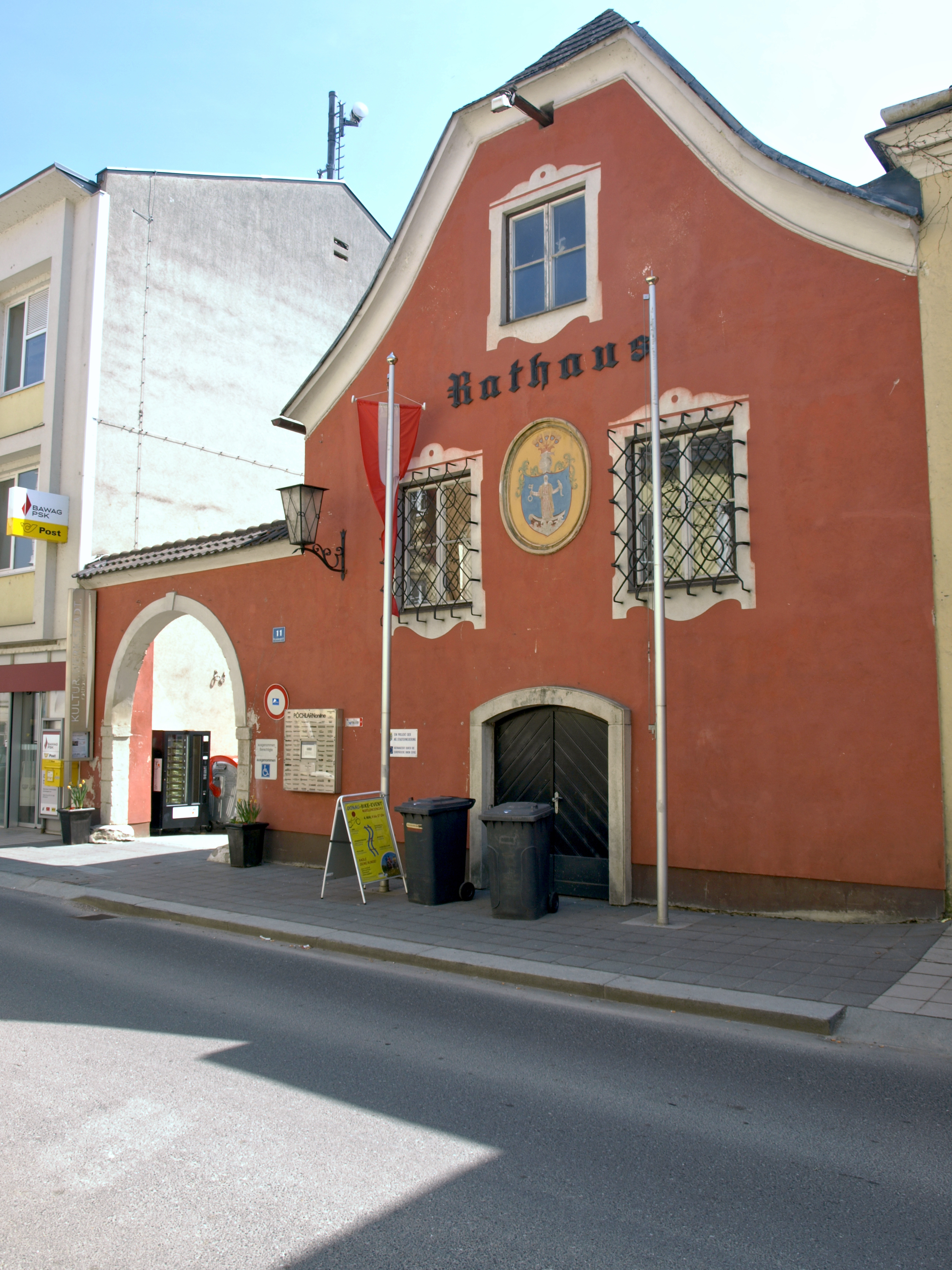
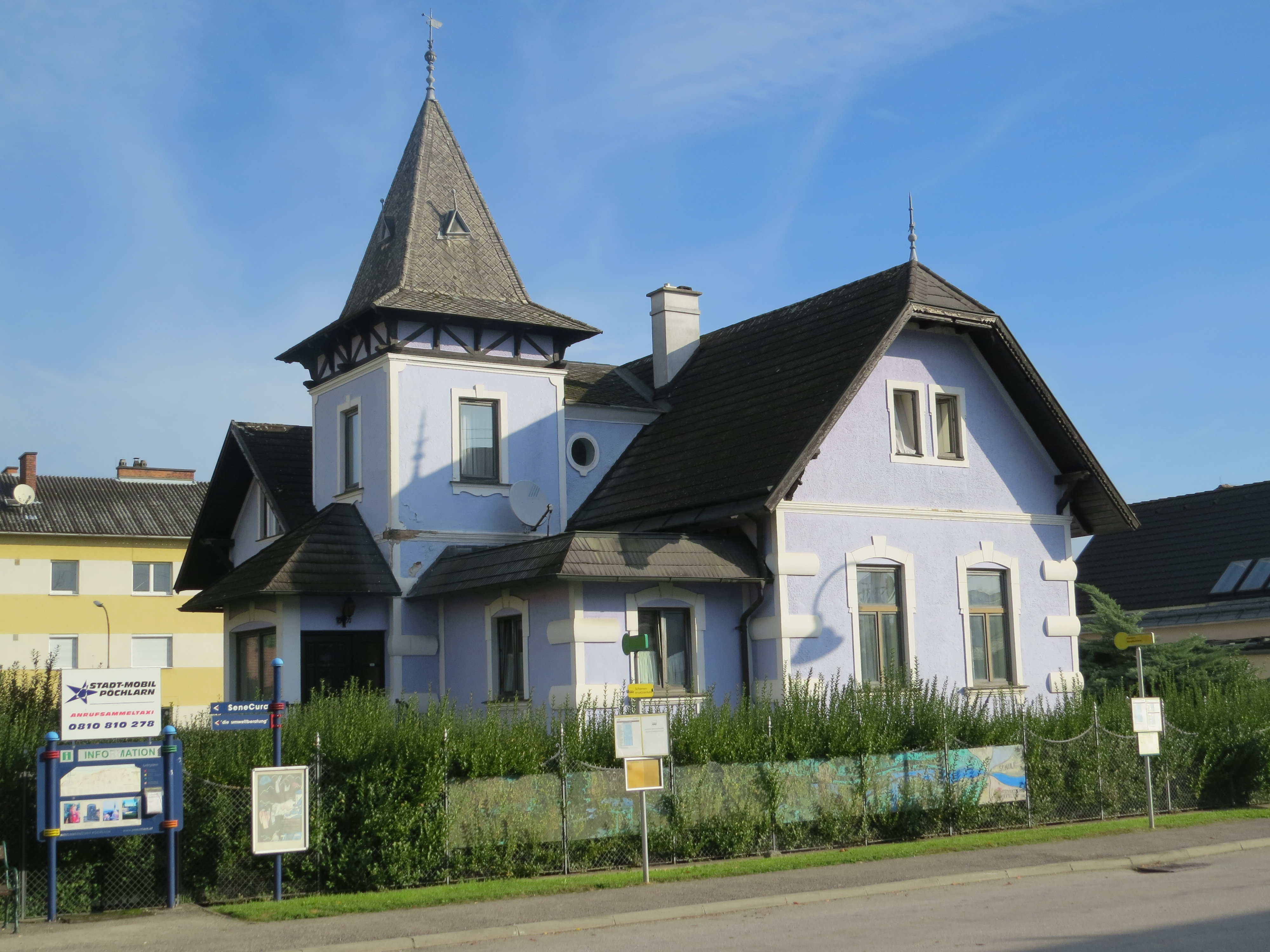